# Erysimum virgatum
Erysimum virgatum — вид рослин з родини капустяних (Brassicaceae); поширений у Європі й Азії.

## Опис
Дворічна, іноді багаторічна рослина заввишки 30–90 см золотисто-жовтими квітками. Листки подовжено ланцетоподібні; нижнє листя має зубчастий край. Чашолистки завдовжки 5–8 мм і шириною 1–1.5 мм. Пелюстки довжиною 8-10 мм і шириною 2–3 мм.

## Поширення
Поширений у Європі й Азії.